# SS austríaca
La SS austriaca era esa parte de la membresía SS de Austria. El término y el título se usaron extraoficialmente, especialmente antes del año 1938. Nunca fueron reconocidos oficialmente como una rama separada de las SS. Los miembros de las SS austriacas fueron vistos como personal regular y sirvieron en todas las ramas de las SS.

## Historia

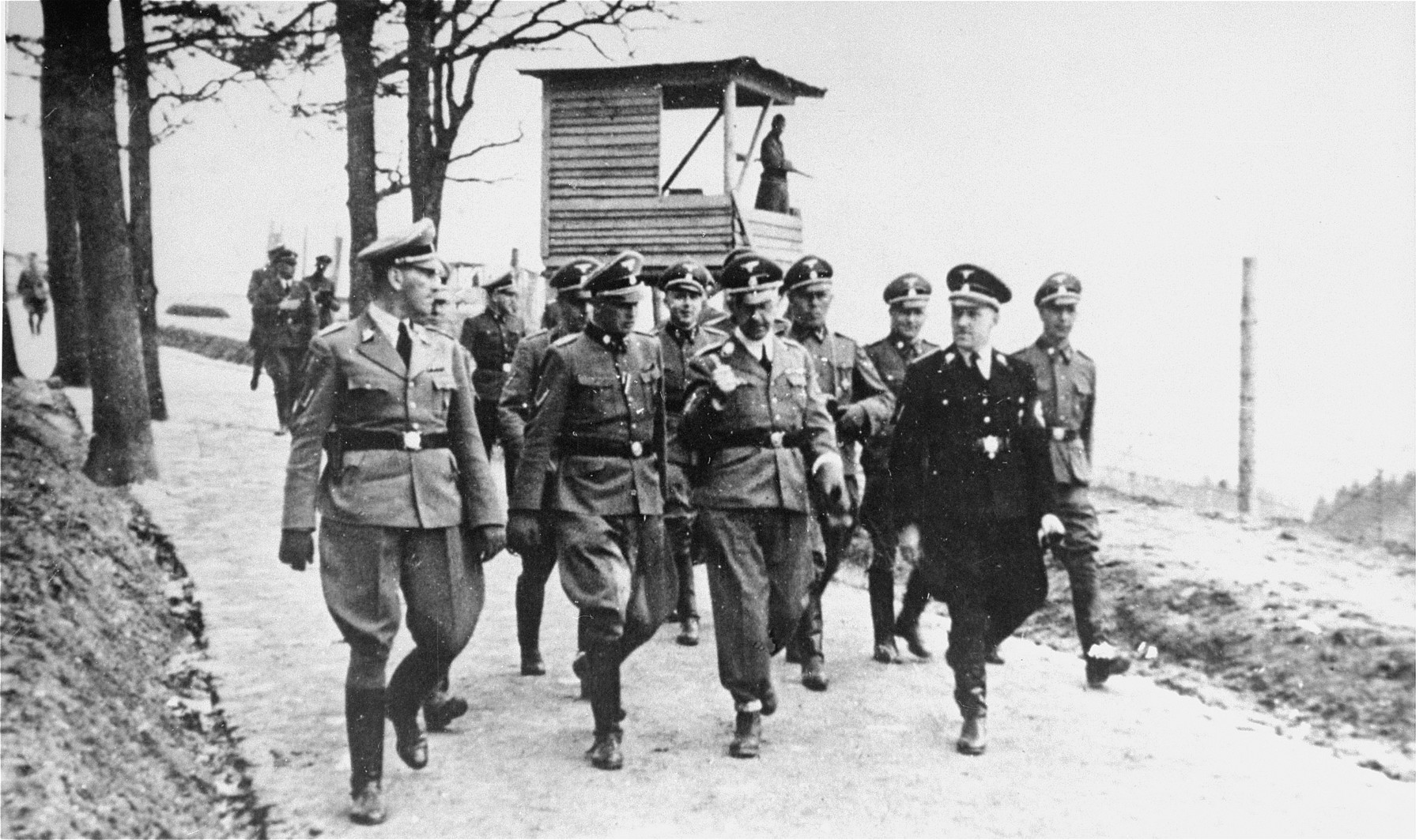
Kaltenbrunner (en el extremo izquierdo), Heinrich Himmler habla con el comandante del campo, Franz Ziereis, durante una visita oficial al campo de concentración de Mauthausen en 1941. El austriaco Gauleiter August Eigruber (vestido con un uniforme Allgemeine SS de la preguerra) los acompaña junto con otras SS oficiales.

El término "SS austríaca" se usa a menudo para describir esa parte de la membresía SS de Austria, pero nunca fue una rama reconocida de las SS. A diferencia de los miembros de las SS de otros países, que estaban agrupados en las SS germánicas o en las Legiones Extranjeras de las Waffen-SS, los miembros de las SS austriacas eran personal regular de las SS. Estaba técnicamente bajo el mando de las SS en Alemania, pero a menudo actuaba de forma independiente en relación con los asuntos austriacos. La SS austriaca fue fundada en 1930 y, en 1934, actuaba como una fuerza encubierta para llevar a cabo el Anschluss con Alemania, que tuvo lugar en marzo de 1938. Los primeros líderes austriacos de las SS fueron Ernst Kaltenbrunner y Arthur Seyss-Inquart. Los miembros de las SS austriacas prestaron servicios en todas las ramas de las SS, incluidos los campos de concentración, Einsatzgruppen y los Servicios de seguridad. El politólogo David Art, de la Universidad de Tufts, señala que los austríacos comprendían el 8% de la población del Tercer Reich y el 13% de las SS; afirma que el 40% del personal y el 75% de los comandantes en los campos de exterminio eran austríacos.
Los SS austriacos se organizaron de la misma manera que las Allgemeine-SS pero operaron como una organización clandestina, en particular después de 1936 cuando el gobierno austriaco declaró a las SS una organización ilegal. Una de las formaciones más grandes de las SS austriacas fue la 11ª SS-Standarte que operaba desde Viena. Las SS austríacas usaban el mismo sistema de rangos que las SS regulares, pero rara vez usaban uniformes o insignias de identificación. La evidencia fotográfica indica que los hombres austríacos de las SS típicamente llevaban un brazalete de esvástica en ropa civil, y luego solo en reuniones secretas de las SS.
Después de 1938, cuando Austria fue anexada por Alemania, la SS austriaca se plegó en SS-Oberabschnitt Donau con el 3er regimiento de SS-Verfugungstruppe, Der Führer, y el cuarto regimiento de Totenkopf, Ostmark, reclutado en Austria poco después. Mauthausen fue el primer campo de concentración abierto en Austria después del Anschluss. Comenzando con un solo campamento en Mauthausen, el complejo se expandió con el tiempo y en el verano de 1940 Mauthausen se convirtió en uno de los mayores complejos de campos de trabajo en la parte de Europa controlada por Alemania, con cuatro subcampos principales en Mauthausen y cerca de Gusen, y casi otros 100 subcampos ubicados en toda Austria y el sur de Alemania, dirigidos desde una oficina central en Mauthausen.
El Hotel Metropole se transformó en la sede de la Gestapo en Viena en abril de 1938. Con un personal de 900 (el 80 por ciento de los cuales fueron reclutados por la policía austríaca), era la oficina más grande de la Gestapo fuera de Berlín. Se estima que unas 50,000 personas fueron interrogadas o torturadas allí. A partir de entonces, la gente sería deportada a campos de concentración en todo el Reich alemán. La Gestapo en Viena estaba presidida por Franz Josef Huber, quien también se desempeñaba como jefe de la Agencia Central para la Emigración Judía en Viena. Aunque sus líderes de hecho fueron Adolf Eichmann y más tarde Alois Brunner, Huber fue responsable de la deportación masiva de judíos austríacos.
Algunas diferencias culturales entre los SS austríacos y alemanes estuvieron presentes hasta el final de la Segunda Guerra Mundial, aunque en teoría los dos países contribuyeron a una sola SS. El tema se destacó en 1943, cuando los comandantes austríacos de las SS fueron responsables de grandes pérdidas en los primeros días del Levantamiento del Gueto de Varsovia y acusados de negligencia. Jürgen Stroop, el SSPF en Varsovia, revocó varias sentencias de tribunales de guerra (muerte) ya que se creía que los miembros austríacos de las SS podrían rebelarse contra los oficiales alemanes que aprobaron las sentencias.
Aun así, los miembros de las SS austriacas prestaron servicio en todas las ramas de las SS, incluidos los campos de concentración, Einsatzgruppen y los servicios de seguridad. Además de Eichmann, que fue uno de los principales organizadores del Holocausto, Amon Göth fue otro miembro notable de las SS austriacas. Se convirtió en el comandante del campo de concentración de Cracovia-Plaszow en Plaszów (quien fue retratado en la película La lista de Schindler por Ralph Fiennes).

### Citas
1. ↑  Weale, 2012, p. 107.
2. ↑  Dobosiewicz, 2000, pp. 191–202.
3. ↑  Bischof y Pelinka, 1996, pp. 185–190.
4. ↑  Anderson, 2011.
5. ↑  Mang, 2003, pp. 1–5.
6. ↑  Weale, 2012, pp. 144, 156, 157.
7. ↑  Crowe, 2004, p. 227.